# Hakka (popolo)

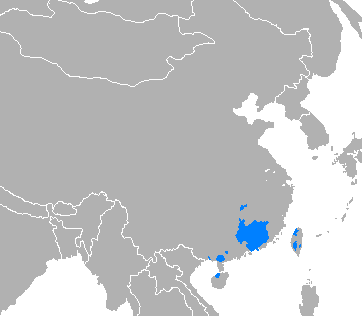
Distribuzione degli hakka in Cina e Taiwan

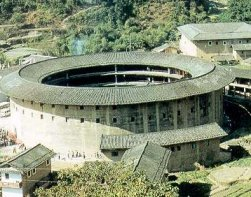
Tipica abitazione fortezza contadina degli hakka, il Tulou

Gli hakka (in lingua hakka: Hak-kâ, 客家), etimologicamente «famiglie invitate», sono un popolo cinese di etnia han, che vive nelle tre province cinesi meridionali di Guangdong, Jiangxi, e Fujian.
Gli antenati degli hakka si dice provenissero dall'attuale Cina centrale e in una serie di migrazioni si sono successivamente stabiliti nella Cina meridionale. Molti sono successivamente emigrati in tutto il mondo.
La popolazione mondiale si stima sia intorno agli 80 milioni, sebbene il numero di parlanti la lingua hakka sia inferiore.
Il popolo hakka ebbe una significativa influenza sul corso della storia cinese e mondiale, in particolare furono una risorsa per molti governi e capi militari.
Oltre che in Cina, gli hakka nel mondo si trovano principalmente in: India, Indonesia, Borneo occidentale (dove fondarono la repubblica di Lanfang), Timor Est, Malesia, Sabah, Giamaica, Isole Maurizio, Isole della Riunione, Taiwan, Thailandia e Stati Uniti d'America.